# Noises Off! (película)
Noises Off! (titulada ¡Qué ruina de función! en España y Detrás del telón en Hispanoamérica) es una comedia de 1992, dirigida por Peter Bogdanovich y protagonizada por Carol Burnett, Michael Caine y Christopher Reeve entre otros. La película está basada en una aclamada obra de teatro homónima, escrita por Michael Frayn en 1982.

## Argumento
La película narra los problemas y vicisitudes que se suceden antes del estreno de una obra de teatro, así como las particularidades de sus intérpretes.

## Reparto
- Michael Caine es Lloyd Fellowes.
- Carol Burnett es Dotty Otley / Mrs. Clackett.
- Denholm Elliott es Selsdon Mowbray / The Burglar.
- John Ritter es Garry Lejeune / Roger Tramplemain.
- Christopher Reeve es Frederick Dallas / Phillip Brent.
- Nicollette Sheridan es Brooke Ashton / Vicki.
- Marilu Henner es Belinda Blair / Flavia Brent.
- Julie Hagerty es Poppy Taylor.
- Mark Linn-Baker es Tim Allgood.